# Гульоково
Гульо́ково (рос. Гулёково, удм. Гылёгурт) — присілок в Глазовському районі Удмуртії, Росія.

## Населення
Населення — 386 осіб (2010; 384 в 2002).
Національний склад станом на 2002 рік:
- удмурти — 84 %

## Урбаноніми[3]
- вулиці — Берегова, Молодіжна, Нижня, Нова, Центральна
- провулки — Південний, Шкільний